# Hognfjorden
Hognfjorden er en fjord på vestsiden af Hinnøya i Sortland kommune i Nordland fylke  i Norge. Fjorden går fra Holmen og Kvalsaukan ved Sortlandssundet mod øst til Eidbukta, hvor den svinger næsten 90 grader og fortsætter med navnet Sørfjorden mod syd til Sørfjordbotn.
Fylkesvej 82 går via Kvalsaukan bro over den ydre del af Hognfjorden. Broen blev åbnet i 1975. Fra Holmen går Fylkesvej 960 (Nordland) på nordsiden af fjorden til Eidbukta og over Godfjordeidet til Godfjorden. Fra Osvoll går kommunal og privat vej gjennom Osvolldalen til Sørfjorden, og privat vej videre til Gombogen i Kvæfjord.